# Josie (filme)
Josie (também conhecida como Huntsville) é um filme de drama e suspense estadunidense de 2018 dirigido por Eric England e escrito por Anthony Ragnone II. O filme é estrelado por Sophie Turner como personagem título, uma misteriosa estudante do ensino médio que se transfere para acidade de Baymont, no sul dos Estados Unidos, onde chama a atenção do solitário local Hank (Dylan McDermott). O filme também é estrelado por Jack Kilmer, Micah Fitzgerald, Lombardo Boyar, Daeg Faerch, Robin Bartlett e Kurt Fuller. Josie estreou no Mammoth Film Festival em 8 de fevereiro de 2018 e foi lançado nos Estados Unidos pela Screen Media Films em 16 de março de 2018.

## Elenco
- Sophie Turner como Josie
- Dylan McDermott como Hank
- Jack Kilmer como Marcus
- Kurt Fuller como Gordie
- Robin Bartlett como Martha
- Daeg Faerch como Gator
- Lombardo Boyar como Romeo
- Micah Fitzgerald como o homem de cabelos compridos
- Jennifer Prediger como Ms. Elkins
- Mickey Faerch como mãe de Gator
- Matthew Gallagher como Murray

## Produção
O roteiro original de Anthony Magnone II para o filme, então intitulado Huntsville, foi eleito para a Lista Negra de 2014 , uma lista dos roteiros não produzidos mais populares do ano. Durante o Festival Internacional de Cinema de Toronto em setembro de 2015, o Coalition Group anunciou o início do desenvolvimento do filme com a escalação de Shea Whigham como Hank e Anya Taylor-Joy como Josie. Em agosto de 2016, Whigham e Taylor-Joy foram substituídos por Dylan McDermott e Sophie Turner, respectivamente, e Jack Kilmer também foi adicionado ao elenco. As filmagens começaram no mesmo mês em Los Angeles. O título do filme foi alterado de Huntsville para Josie antes de sua estreia no Mammoth Film Festival. Os direitos de distribuição do filme na América do Norte foram adquiridos pela Screen Media Films em janeiro de 2018, também antes de sua estréia, com a distribuição internacional sendo adquirida pela Lightning Entertainment.

## Lançamento
Josie estreou como o filme de abertura do inaugural Mammoth Film Festival em 8 de fevereiro de 2018. O filme recebeu um lançamento simultâneo em 16 de março de 2018, com uma exibição limitada nos cinemas e lançamentos de vídeo sob demanda.

## Resposta crítica
No Rotten Tomatoes, o filme tem uma taxa de aprovação de 13% com base em resenhas de 8 críticos, com uma média de 4.39/10. No Metacritic, tem uma pontuação média ponderada de 31 de 100, com base em análises de 6 críticos, indicando "análises geralmente desfavoráveis".
Sheri Linden, do The Hollywood Reporter, escreveu: "Em vários momentos do filme, Turner e McDermott sugerem algo muito mais complicado e confuso do que o exercício com toques noir que se desenrola."
Nick Schager, da Variety Magazine, critica o filme, escrevendo que: "passa tanto tempo tentando se parecer com um filme noir que sua recusa em se envolver no negócio real do filme noir se mostra totalmente exasperante, uma situação agravada pelas eventuais revelações que tem guardado."